# همه نگاه‌ها به من
| بررسی انتقادی       | بررسی انتقادی |
| منبع                | رتبه‌بندی      |
| ------------------- | ------------- |
| آل‌میوزیک            | [ ۱ ]         |
| انترتینمنت ویکلی    | A+            |
| NME                 | 10/10         |
| Q                   | [ ۳ ]         |
| رولینگ استون (۱۹۹۶) | [ ۴ ]         |
| رولینگ استون (۲۰۰۴) | [ ۵ ]         |
| The Source          | [ ۶ ]         |
| Spin                | 9/10          |
| یواس‌ای تودی         | [ ۸ ]         |
| XXL                 | [ ۹ ]         |

همه چشم‌ها رو من (به انگلیسی: All Eyez on Me) نام چهارمین آلبوم استودیویی رپر آمریکایی توپاک می‌باشد که تحت لیبل دث رو رکوردز و اینتراسکوپ رکوردز در تاریخ ۱۳ فوریه ۱۹۹۶ ارائه و توزیع شده‌است. از این آلبوم به عنوان یکی از برترین آلبوم‌های موسیقی تمام دوران یاد می‌شود.
این آلبوم که در آن رپرهای نامداری همچون دکتر دره و اسنوپ داگ حضور دارند، اغلب به عنوان بزرگ‌ترین موفقیت موسیقی در دهه ۹۰ میلادی و موفق‌ترین آلبوم رپ در تمام دوران شناخته می‌شود. دو ترک، چه جوری میخوایش و عشق کالیفرنیا رتبه یک در بیلبورد ۱۰۰تای برتر شدند. همه نگاه‌ها به من موفق شد رتبه یک در بیلبورد ۲۰۰ و بیلبورد بهترین آلبوم‌های آر اند بی و هیپ هاپپ را کسب کند. این آلبوم در سال ۱۹۹۷ برنده جایزه بهترین آلبوم آر اند بی، رپ سال از جشنواره Soul Train شد. همچنین توپاک جایزه بهترین خواننده هیپ هاپ-رپ سال در بیست وچهارمین جشنواره جوایز موسیقی آمریکا را به دست‌آورد. آهنگ‌های همه نگاه‌ها به من، بر خلاف آلبوم‌های اینک توپاک الزمان و اکیداً برای سیاهانم که دارای جو سیاسی و اجتماعی هستند، عموماً نمایشی از عدم پشیمانی وی و اطرافیانش، نسبت به سبک زندگی خودشان، یعنی «زندگی اوباشی» می‌باشد. این آلبوم تا تاریخ ۲۳ ژوئیه ۲۰۱۴ با توزیع بیش از ۳۰ میلیون نسخه در بازار ایالات متحده آمریکا توانست گواهی الماس انجمن صنفی ضبط موسیقی آمریکا بدست آورد.